# Pianosonate nr. 3 (Beethoven)
Pianosonate nr. 3 in C groot is een sonate voor piano van Ludwig van Beethoven. Gecomponeerd in 1796, is dit de derde en laatste pianosonate van het aan Joseph Haydn opgedragen opusnummer 2.

## Opbouw
De sonate heeft vier delen:
- I. Allegro con brio
- II. Adagio
- III. Scherzo: Allegro
- IV. Allegro assai

### I. Allegro con brio

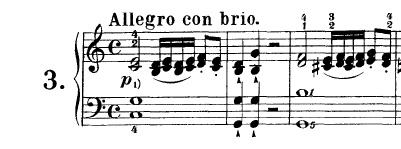

Dit eerste deel bevat, met name in de doorwerking, passages waarin flink gemoduleerd wordt en die een goede techniek vereisen. Het is geschreven in een 4/4-maat en staat in C groot.

### II. Adagio

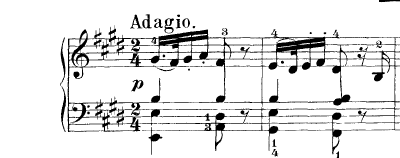

Het tweede deel, in 2/4-maat, begint met een sectie in E groot in een gedragen spanning, en komt tot een emotionele climax in de middensectie die in e klein staat. De reprise herneemt het gedragen beginthema in E groot.    

Dit Adagio is te beschouwen als 'pièce de résistance' van deze sonate, zowel wat betreft muzikale inhoud als complexiteit van de vorm.

### III. Scherzo (allegro)

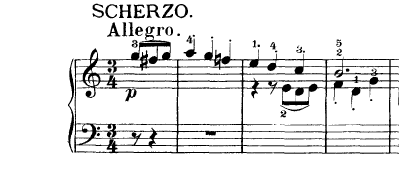

Dit derde, snelle, deel begint in C groot, met een middendeel in a klein, waarin triolen het karakter bepalen. Daarna volgen een Da capo en een Coda, beide weer in C groot. 

De maatsoort van dit scherzo is een 3/4-maat.

### IV. Allegro assai

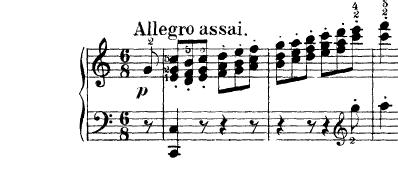

Het vierde en laatste deel, in rondovorm, bevat passages waarin trillers gelijktijdig in beide handen klinken, alsmede plotselinge contrasten en dramatische passages in mineur. De maatsoort is een 6/8-maat, de toonsoort C groot.